# Au bois de Saint-Amand
Pistes de Barbara chante Barbara
Le bel âge Je ne sais pas dire
Au bois de Saint-Amand est une chanson écrite et interprétée par Barbara en 1964, diffusée la même année sur l'album  Barbara chante Barbara. Le thème de la chanson évoque les premières amours d'adolescents et se présente comme une comptine.

## Genèse

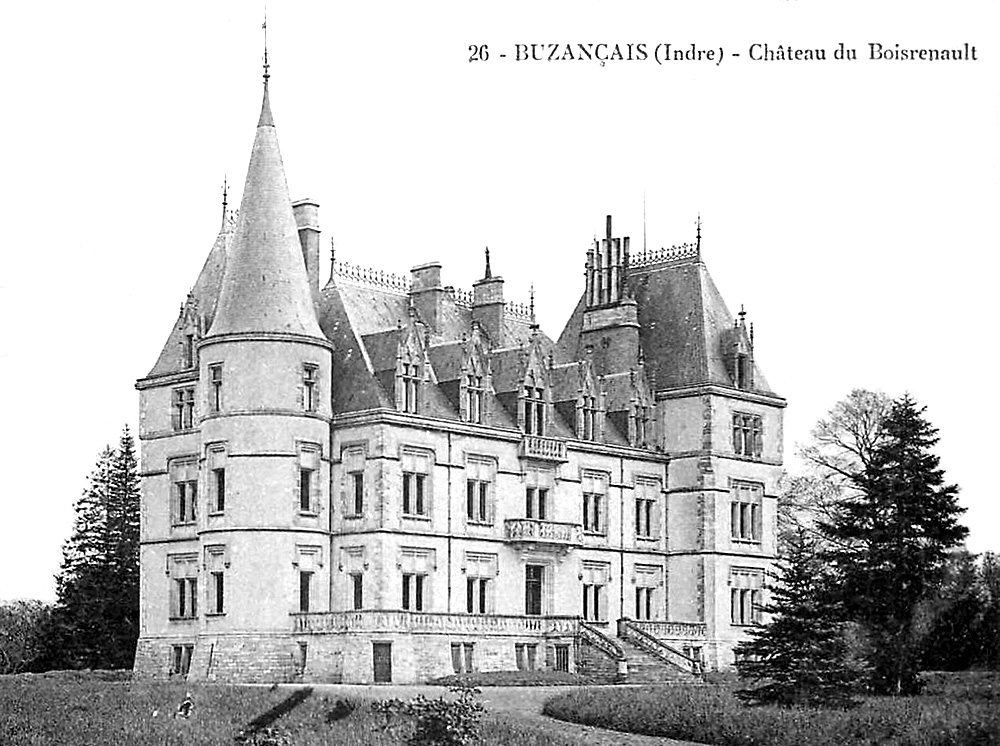
Chateau de Boisrenault (Buzançais)

Les biographes de la chanteuse évoquent plusieurs lieux pouvant correspondre à la dénomination de « Saint-Amand » dont un site dans une région très forestière entre Oyonnax et Nantua, dans le massif du Jura. En revanche, Catherine Le Cossec et Valérie Lehoux, deux biographes de la chanteuse, se basent sur le témoignage de la propriétaire du château de Boisrenault dans l’Indre et précisent qu'il s'agirait du bois d’Habert, situé sur la commune de Morlac en direction de Saint-Amand-Montrond. La chanteuse reviendra brièvement au château de Boisrenault en compagnie d’Hubert Ballay, un autre amant, qui lui inspirera Dis quand reviendras-tu ?, sortie en 1964, soit la même année que cette chanson mais éditée dans un album précédent.

## La chanson
Il s'agit d'une chanson nostalgique évoquant l'apparition des amours adolescentes dans un petit bois :
« Y a un arbre, je m'y colle

Dans le petit bois de Saint-Amand

Je t'attrape, tu t'y colles [...] 

Je me cache, à toi maintenant »
et se terminant par ses deux vers indiquant que cette nostalgie s'accompagne d'un certain humour :
« Mon cœur vole et s'envole, pigeon vole

Y a un arbre, pigeon vole »
Cette chanson, très courte, composée en une soirée et chantée à rythme soutenu se présente comme une comptine d'enfant mais dans laquelle ses rêves d'enfant s'envolent à leur tour.
Le rythme jazz, la batterie et la guitare d'Elek Bacsik accompagne un texte à l'apparence très léger et qui passe rapidement de l'enfance à la vieillesse, à une époque ou la France est en pleine période de musique yéyé.
Pour l'album qui comprend cette chanson mais aussi les chansons À mourir pour mourir et Nantes, Barbara recevra le Grand prix de l’Académie Charles-Cros en 1965.

## Discographie
1964 :
- Barbara chante Barbara

## Quelques reprises
2001 :
- Marie-Paule Belle : Marie-Paule Belle chante Barbara